# Henri Crublier d'Opterre
Henri Crublier d'Obterre, né le 26 octobre 1739 à Châteauroux, mort le 31 mars 1799 dans cette même ville, est un général et homme politique français. Il fut député à l'Assemblée législative.

## Biographie
Fils de l'avocat Esme Crublier de Saint-Cyran, avocat au Parlement, il étudie à l'École royale du génie de Mézières (promotion 1764) et est affecté d'abord à Toulon, puis aux Antilles. Il épouse la fille d'un autre officier, membre du Conseil Souverain de la Guadeloupe, Marie–Élisabeth Desmeurs, le 24 juillet 1769 à Trois-Rivières (Guadeloupe). Il est le beau-père de Joseph Dupertuis.
Promu capitaine et décoré de l'ordre de Saint-Louis en 1781, Crublier d'Obterre est versé dans le corps expéditionnaire de Rochambeau et se distingue au siège de Yorktown, dont il a laissé un récit manuscrit. 
Il est stationné à Metz lorsqu'éclate la Révolution. Promu lieutenant-colonel en 1791, il est nommé Directeur des Fortifications à l’armée des Côtes de Cherbourg. 
En septembre 1791 il est élu député de l'Indre à l’Assemblée Législative. Il siége dans le Marais, s'occupant particulièrement des questions militaires. Il réclame l'augmentation du budget de la Guerre pour la défense des frontières, fait attribuer au roi le choix des commissaires de guerre, et défend la nécessité du maintien des généraux en place. 
Secrétaire de l'Assemblée, chargé de l'inspection des armées le 10 août 1792 au camp de Châlons, il est promu général de brigade le 9 avril 1793 et inspecteur des Fortifications mais est admis à la retraite pour raison de santé. Il se tient éloigné de la capitale sous la Terreur, et devient après Thermidor un des administrateurs du département de l'Indre, fonction qu'il conserve jusqu'à sa mort.